# Карл Бонхеффер
Карл Людвиг Бонгеффер (нім. Karl Ludwig Bonhoeffer; 31 березня 1868, Нересгайм — 4 грудня 1948, Берлін) — німецький психіатр і невролог.

## Біографія
Народився 31 березня 1868 року в місті Нересхайм, Баден-Вюртемберг.
З 1887 по 1892 роки вивчав медицину, спочатку в Тюбінгенському університеті, а згодом — у Берліні та Мюнхені.
Трудову діяльність розпочав у рідному Нересхаймі. Через кілька років був призначений керівником психіатричної клініки та спостережної станції для «божевільних злочинців» у Бреслау.
У 1897 році пройшов габілітацію при університеті Бреслау в професора К. Верніке. Тут з'явились його перші наукові роботи, присвячені дослідженню прихічних розладів, спричинених вживанням алкоголю.
У 1903–1904 роках працював у Кеніґсберзі та Гайдельберзі. Того ж 1904 року замінив К. Верніке на посаді ординарного професора Бреславського університету.
У 1912 році змінив Т. Ціхена на посаді ординатора неврології та психіатрії берлінської клініки Шаріте. На цій посаді перебував до 1938 року.
У 1936 році обраний членом академії Леопольдина.
Після приходу до влади нацистів, брав участь у програмі примусової стерилізації психічно неповноцінних осіб. За період з 1934 по 1941 роки ним зроблено щонайменше 68 висновків щодо стерилізації, майже половина з яких були позитивними.
У серпні 1942 року Бонгеффера призначено членом Військово-медичної наукової ради.
У повоєнні роки читав курси лекцій у Берлінському університеті.
Помер 4 грудня 1948 року внаслідок інсульту. Похований на цвинтарі Вальдфрідхоф поруч з дружиною, яка померла у лютому 1951 року.

## Родина
Карл Бонгеффер був одружений з Паулою фон Гасе, дочкою богослова Карла Альфреда фон Гасе. У подружжя народилось восьмеро дітей: чотири сини й чотири доньки. Відомий його син, пастор Дітріх Бонхеффер.

## Пам'ять
На честь Карла Бонгеффера названо клініку нервових хвороб у одному з районів Берліна — Рейнікендорфі.